# Václav Podzimek
Václav Podzimek (leden 1921 Praha – květen 1998 Praha) byl český spisovatel a dramatik. Jeho kniha Osm a půl sestřelu se stala předlohou pro socialistickou filmovou agitku Vysoká modrá zeď (1973), na níž se podílel i jako scenárista.
V roce 1986 byl za svoji literární činnost v oblasti branné propagandy a popularizace Československé lidové armády a za román Hostování nepřípustné oceněn cenou Víta Nejedlého.

## Díla
- Ohlédni se vpřed – Román z vojenského prostředí rekapituluje vývoj a úspěchy čs. armády od r. 1945 do 70. let 20. stol.
- Hostování nepřípustné – Román ze života československé armády.
- Ocelová rapsodie – Novela ze života československé armády.
- Ocelový flám – Romantický příběh o veliteli roty tankového praporu ČSLA.
- Hůl s rukojetí kordu – Čtenářsky nenáročný špionážní příběh líčí kariéru českého obchodního cestujícího, který se v r. 1895 dostane ve snaze co nejrychleji zbohatnout do Ameriky, kde se přižení do bohaté rodiny.
- Konečné rozhodnutí
- Nositelé zeměkoule
- Osm a půl sestřelu (1972) – Z prostředí leteckého svazu ze začátku padesátých let.